# Ragazza emancipata/Tien An Men/Trafitto
Ragazza emancipata/Tien An Men/Trafitto è un singolo del gruppo musicale italiano CCCP - Fedeli alla linea, pubblicato nel 1990 come allegato al libro CCCP - Fedeli alla linea di Stampa Alternativa curato da Gigi Marinoni.

## Descrizione
Ragazza emancipata è cantata da Annarella Giudici ed è tratta dallo spettacolo teatrale Allerghia ed è stata registrata nel febbraio 1988 allo Studio Superfluo di Bologna, con la produzione di Ignazio Orlando. Tien An Men, rielaborazione di Hong Kong, canzone dei CCCP - Fedeli alla linea del 1987, è stata registrata dal vivo al Teatro Ariston di Felina (Reggio Emilia) nel giugno del 1989. Trafitto è tratta dalla colonna sonora della mostra Equilibrismi ed è stata registrata allo Studio Tacci di Reggio Emilia nell'autunno del 1984, con la produzione di Umberto Negri.
Il libro con il 7" allegato è stato pubblicato da Stampa Alternativa nel 1990 nella collana Lyrics Books. Nel 1998 libro e singolo sono stati ristampati con il singolo in formato CD.

## Tracce
1. Ragazza emancipata – 2:52
2. Tien An Men – 2:41
3. Trafitto – 6:50

Durata totale: 12:23

## Formazione
- Giovanni Lindo Ferretti - voce
- Massimo Zamboni - chitarra
- Danilo Fatur - cori
- Annarella Giudici - voce in Ragazza Emancipata, cori
- Ignazio Orlando - basso, tastiera e drum machine in Ragazza Emancipata
- Marco Bortesi - basso in Tien An Men
- Luca Sovazzi - tastiera in Tien An Men
- Umberto Negri - basso in Trafitto